# Dulcitol
El Dulcitol (denominado también a veces como galactitol) es un polialcohol derivado de la galactosa. En personas con deficiencia de galactoquinasa, una forma de galactosemia, un exceso de dulcitol se forma en el cristalino del ojo dando lugar a las cataratas (opacidad del cristalino).

## Síntesis
El galactitol se produce desde la galactosa en una reacción catalizada por la aldosa reductasa. La galactosa por sí misma proviene del metabolismo de los disacáridos como la lactosa (presente en la leche) en glucosa y galactosa. El dulcitol se elabora a veces procedente de la planta Madagascar manna (Melampyrum nemorosum) donde ocurre de forma natural. Se han desarrollado igualmente patentes para poder elaborarlo a partir de la fermentación de la leche.

## Usos
Principalmente se emplea en la industria alimentaria como edulcorante artificial. 